# Carmen Herrera Gómez
María del Carmen Herrera Gómez (Alhaurín de la Torre, 26 de setembre de 1974) més coneguda com a Carmen Herrera és una judoka triple campiona paralímpica.
Ha guanyat a Londres 2012, per tercera Paralimpíada consecutiva, l'Or en la categoria de - 70 kg. Ha estat Or a Atenes 2004, Beijing 2008 i Londres 2012.
Amb aquesta victòria Carmen Herrera va aconseguir la corona de triple Campiona Paralímpica, segueix invicta en uns Jocs, i és la primera dona judoka que guanya tres títols consecutius en tres Jocs Paralímpics. Posseeix també el triplet de Campiona Europea, Mundial i Paralímpica.

## Semblança personal
A causa del seu albinisme, Carmen Herrera té una deficiència visual severa amb la qual conviu des de naixement, fent de la seva vida una història de superació i permanent adaptació que l'ha portat a conèixer els llorers en l'esport d'elit, al mateix temps que li ha permès desenvolupar-se amb seguretat, en un món exigent i competitiu, tant dins com fora de l'esport.
Als 21 anys es va centrar en la pràctica del judo després de provar múltiples esports. Ha participat en nombroses competicions tant en judo paralímpic com integrada en competicions convencionals. El seu extens palmarès l'ha convertit en tot un referent del judo paralímpic mundial.

## Trajectòria esportiva
El 7 d'abril de 1996 Carmen Herrera va debutar internacionalment en el Ct. Tournoi International Judo Handisport de Marly-la-Ville (França) Tres mesos després, va estar en la concentració preolímpica de l'equip nacional de judo, prèvia als Jocs Paralímpics d'Atlanta 1996. Aquell equip va ser el primer referent de la seva carrera esportiva, quatre anys després dels Jocs Paralímpics de Barcelona 1992.
Un any més tard la malaguenya va competir en el setè Campionat d'Europa IBSA Città di Castello 1997 (Itàlia) aconseguint el bronze i el 1998 repetia medalla en el Campionat del Món IBSA Madrid 98. El 1999 va pujar per primera vegada al més alt del podi en l'Europeu de Mittersill (Àustria), en guanyar l'Or en la categoria de -70 kg, categoria en la qual s'estrenava després de competir amb les més pesades en +70 kg fins llavors.

### Anys 2000-2004
Amb la mirada posada a acudir a uns Jocs Paralímpics, Herrera va veure com Sidney 2000 passava de llarg. Hauria d'esperar a la següent cita olímpica, Atenes 2004, ja que el judo femení va ser part del programa paralímpic per primera vegada en aquesta edició dels Jocs.
L'any 2000 va marcar la trajectòria de Carmen Herrera doncs, sota la direcció tècnica del que des de llavors seria el seu entrenador, Francisco Rodríguez, es va integrar en competicions oficials de judo convencional i uns mesos després competia amb judokes sense discapacitat visual. A l'any següent va aconseguir per primera vegada passar a la fase final absoluta del Campionat d'Espanya ABS Ciutat de Vigo 2001, i en els anys successius va competir en altres sis campionats absoluts, així com nombrosos campionats i tornejos convencionals. En 2001 guanyava l'Or en la I Copa del Món Rio 2001 i en l'Europeu de Ufá (Rússia)
En el Campionat del Món IBSA Roma 2002 (Itàlia), Carmen va tornar a la categoria de + 70 kg i va aconseguir la medalla de plata, resultat amb el qual acudiria al Campionat del Món i Preolímpic, Quebec 2003 (Canadà), on es disputaven les places per al judo en els Jocs Paralímpics d'Atenes 2004.
No obstant això, la judoka va ser exclosa arbitràriament de la selecció espanyola que va anar al Canadà per lluitar per les classificacions. Llavors, va iniciar un període de selecció de sis mesos en els quals havia d'assegurar enfront de diverses aspirants, la presència en la cita olímpica. Tres mesos abans del començament des Jocs, Carmen aconseguia el bitllet a Atenes 2004 en la categoria de menys de 70 kg.

### Atenes 2004
A la capital grega, Carmen Herrera no constava entre les favorites a causa de l'absència en el torneig preolímpic de 2003, per la qual cosa l'espanyola va donar la sorpresa el 20 de setembre, en l'estadi Olympic Anus Liossia, quan en quarts de final va superar a Hongria, anterior campiona del món, optant així a la lluita per les medalles.
En el següent combat l'espanyola guanyava a la representant de Rússia, subcampiona del món l'any anterior, i passava a la final davant Estats Units a qui va derrotar per ‘waza-ari’ i ‘ippon' als quatre minuts de combat, aconseguint la medalla d'or per al judo paralímpic espanyol.

### Anys 2005-2008
Al retorn d'Atenes, Carmen Herrera va rebre múltiples premis i reconeixements, entre ells el títol de Filla Predilecta de la seva localitat natal, Alhaurín de la Torre.
En els anys següents Carmen va guanyar l'or en l'europeu de holanda 2005 i la plata en el Campionat del Món Brommat 2006, (França), després de perdre la final davant Hongria, i en 2007 va aconseguir el bronze en l'Europeu de bakú, (Azerbaidjan).
Tres mesos més tard Carmen Herrera, va guanyar la medalla d'or en el Campionat del Món i Preolímpic IBSA São Paulo Brasil 2007. Gràcies a aquesta victòria, Herrera aconseguia la classificació necessària per disputar els Jocs Paralímpics de Pequín 2008, i el 28 de febrer de 2008 era distingida amb la Medalla d'Andalusia per la seva "reeixida carrera esportiva" en la qual destacaven la medalla d'or en els Jocs Paralímpics d'Atenes 2004, el Campionat del Món en els Jocs Mundials per a Cecs i Deficients Visuals de 2007, i ser diverses vegades Campiona d'Europa i Campiona d'Espanya.

### Pequín 2008
Amb l'accés als Jocs Paralímpics de Pequín 2008 assegurat, la malaguenya se situava com una de les favorites per fer-se amb la medalla d'or en la categoria de menys de 70 kg.
El 9 de setembre, en l'última jornada del torneig de judo en el Gimnàs dels Treballadors de Pekin, Carmen Herrera començava la competició com a cap de sèrie en el seu grup. La malaguenya accedia a quarts de final enfrontant-se als Estats Units en un combat ràpid que va guanyar amb autoritat per ippon.
Però el següent combat contra Holanda es complicava en el segon minut, a causa d'una sanció per passivitat contra l'espanyola, no obstant això, la yudoca malaguenya va acabar guanyant passar a la final, gràcies a la consecució d'un ‘yuko’ a favor un minut abans d'acabar el temps reglamentari.
En la final, l'esperava la representant de Mèxic que s'havia imposat en semifinals a Rússia. Després d'un disputat combat amb totes les forces i de gran mobilitat sobre les quatre cantonades del tatami, ambdues sense cedir la iniciativa en la lluita, l'espanyola va aconseguir batre a la seua rival amb un ‘uchi-mata’, que li va donar la victòria per ‘ippon', guanyant així la seva segona medalla daurada en uns Jocs Paralímpics.

### Anys 2009-2012
Després d'uns mesos de descans, la malaguenya de Alhaurín es va plantejar l'objectiu de continuar fins a Londres 2012. El 22 d'abril de 2009 va ser guardonada amb la més alta distinció que s'atorga a l'esport a Espanya, la Medalla d'Or de la Real Orde del Mèrit Esportiu, lliurada per SS.MM. els Reis en atenció als seus mèrits, circumstàncies i trajectòria esportiva.
El juny de 2009, Carmen Herrera es quedava amb el bronze en el Campionat d'Europa Debrecen 09, (Hongria), i a l'any següent va participar en el Mundial Antalya 2010, (Turquia), on va sofrir una greu lesió de genoll gens més començar el primer combat, que la va tenir apartada dels entrenament durant quatre mesos.
Després d'aquell mal glop i amb la classificació per als Jocs depenent dels resultats en Mundials i Europeus, era necessari per a Herrera obtenir un metall en les següents cites. A finals de 2010 deixa la seu Màlaga natal i marxa al Centre d'Alt Rendiment de Madrid, romanent fins als Jocs de Londres, en la residència Joaquín Blume.
El 2 d'abril de 2011 Carmen Herrera va guanyar la medalla d'or en els Jocs Mundials IBSA Antalya, que repetien seu a Turquia. Aquest assoliment gairebé li assegurava l'acceś a Londres 2012, però uns mesos després, al novembre d'aquest any, va aconseguir un cinquè lloc en l'Europeu de Crawley, (Anglaterra), un resultat discret que, així i tot, va contribuir a completar en el rànquing internacional, la classificació pels quals serien els seus tercers Jocs Paralímpics.

### Londres 2012
Els Jocs Paralímpics de Londres 2012 van començar el 29 d'agost i van clausurar el 9 de setembre. La competició de judo va tenir lloc en el Pavelló North Arena 2, del Complex Excel, des del dia 30 d'Agost fins a l'1 de setembre, tres dies en els quals es disputaven totes les medalles corresponents a cada categoria de pes.
L'1 de setembre Carmen Herrera va iniciar el seu concurs en la categoria de menys de 70 kg. amb un triomf en els quarts de final per quatre ’yukos' a favor davant Mèxic, amb qui ja havia disputat l'Or en la final de Pequín 2008. Posteriorment l'espanyola es va imposar en les semifinals a la Xina en un aspre combat que va guanyar per un yuko a favor durant el temps reglamentari del combat.
En el combat final Herrera es va enfrontar amb Rússia, segona en el rànquing mundial i bronze en els Jocs Paralímpics de Pequín 2008, que va guanyar en semifinals a Hongria.
L'espanyola es va mostrar molt competitiva des del principi, mentre que la seva rival era amonestada per falta de combativitat. Herrera va aconseguir llavors un ‘yuko’ i, posteriorment, dos waza-ari a favor que li van donar la victòria per ippon mancant poc menys de dos minuts per a la conclusió, aconseguint així la medalla d'or per tercera vegada consecutiva en uns Jocs paralímpics.
S.A.R. la Infanta Helena, que va presenciar la final per la medalla d'or al costat de l'ambaixador d'Espanya en el Regne Unit i altres autoritats, va ser l'encarregada de coronar a la judoka en el lliurament de medalles.
Amb aquesta victòria Carmen Herrera ha aconseguit el seu tercer Or, segueix invicta en uns Jocs i ha aconseguit en tres Jocs, tres ors, guanyant-se per això el sobrenom de “la walkiria del Sud".

## Palmarès esportiu
- Campiona paralímpica[49] en els JJ.PP. de Londres 2012 en categoria de -70 kg.[50]
- Campiona paralímpica en els JJ.PP. de Beijing 2008 en categoria de -70 kg.
- Campiona paralímpica en els JJ.PP. d'Atenes 2004 en la categoria de -70 kg.
- Or en els Jocs Mundials per a Cecs i Deficients Visuals de Antalya 2011. -70 kg.
- Or en el Ct. del Món i Preolímpic IBSA Brasil 2007.
- Dues vegades subcampiona del món en els anys 2002 a Roma i 2006 a França.
- Bronze en el Ct. del Món IBSA Madrid 1998.
- Campiona d'Europa en els anys 1999 (Àustria), 2001 (Rússia) i 2005 (Holanda).
- Setze vegades campiona d'Espanya ONCE entre els anys 1996 al 2012.
- Tres vegades campiona d'Andalusia Absolut entre els anys 2003 al 2012.
- Cinquè lloc en el Ct. d'Espanya Absolut en 2011.

## Distincions
Les distincions més importants que ha obtingut són:
- Medalla d'Or de la Real Orde al Mèrit Esportiu,[51] concedida en acte solemne presidit per les SS.MM. els Reis el 22 d'abril de 2009 en atenció als mèrits, circumstàncies i trajectòria durant una llarga i profitosa carrera esportiva.
- Medalla d'Andalusia,[52] guardó atorgat el 28 de febrer de 2008, dia de la comunitat, per la Junta d'Andalusia en reconeixement d'una trajectòria esportiva en la qual pels seus assoliments contribueix a la promoció de l'esport femení a Andalusia i és un referent de la dona d'avui.[53]
- La concessió del títol de Filla Predilecta del poble de Alhaurín de la Torre l'any 2005 com a reconeixement del seu poble a la medalla d'or aconseguida en els JJ.PP. d'Atenes 2004.

## Semblança social
Al costat de la seva carrera esportiva, Carmen Herrera també ha dedicat part de la seva agenda a la informàtica en els seus estudis de formació professional. Les arts plàstiques i el disseny, han estat altres de les ocupacions de Carmen Herrera, així com les noves tecnologies, el programari lliure i la seva aplicació i ús en la vida diària.